# Соборний узвіз (Харків)
Собо́рний узві́з — вулиця у центрі Харкова у Шевченківському районі міста. Вулиця виникла однією з перших у місті під час заснування Харківської фортеці. Першочергово являла собою дорогу з фортеці до річки Лопань через проїзну Лопанську вежу.

## Історія
У XIX ст. після появи на узвозі дерев'яних торгівельних лавок названий Купецьким провулком. Після смерті харківського промисловця, мільйонера та мецената Василя Івановича Пащенка-Тряпкіна, який володів великим торговим будинком з пасажем у провулку, його перейменували у Пащенко-Тряпкінський з'їзд. У 1919 році, у період масштабних радянських перейменуваннь харківських вулиць, узвіз перейменовано на честь Степана Миколайовича Халтуріна, російського терориста, який здійснив терористичний акт в Зимовому палаці у 1880 році, вбивши 11 людей.
29 квітня 2009 за ініціативою митрополита Харківського і Богодухівського Никодима перейменований на Соборний на честь двох головних православних соборів міста, кожний з яких був катедральним — Успенського і Благовіщенського.
Вулиця бере початок на Університетській гірці від Університетської вулиці, починаючись між майданом Конституції та Університетською площею, біля Успенського собору. Спускаючись, перетинає Клочківську вулицю, проходить вздовж північного кордону Сергіївського майдану та закінчується Купецьким мостом через річку Лопань.

Безпосередньо на узвозі не збереглося жодної будівлі, але поруч з ним розташовані такі історичні й архітектурні пам'ятники, як Успенський собор, Покровський монастир і Благовіщенський собор.

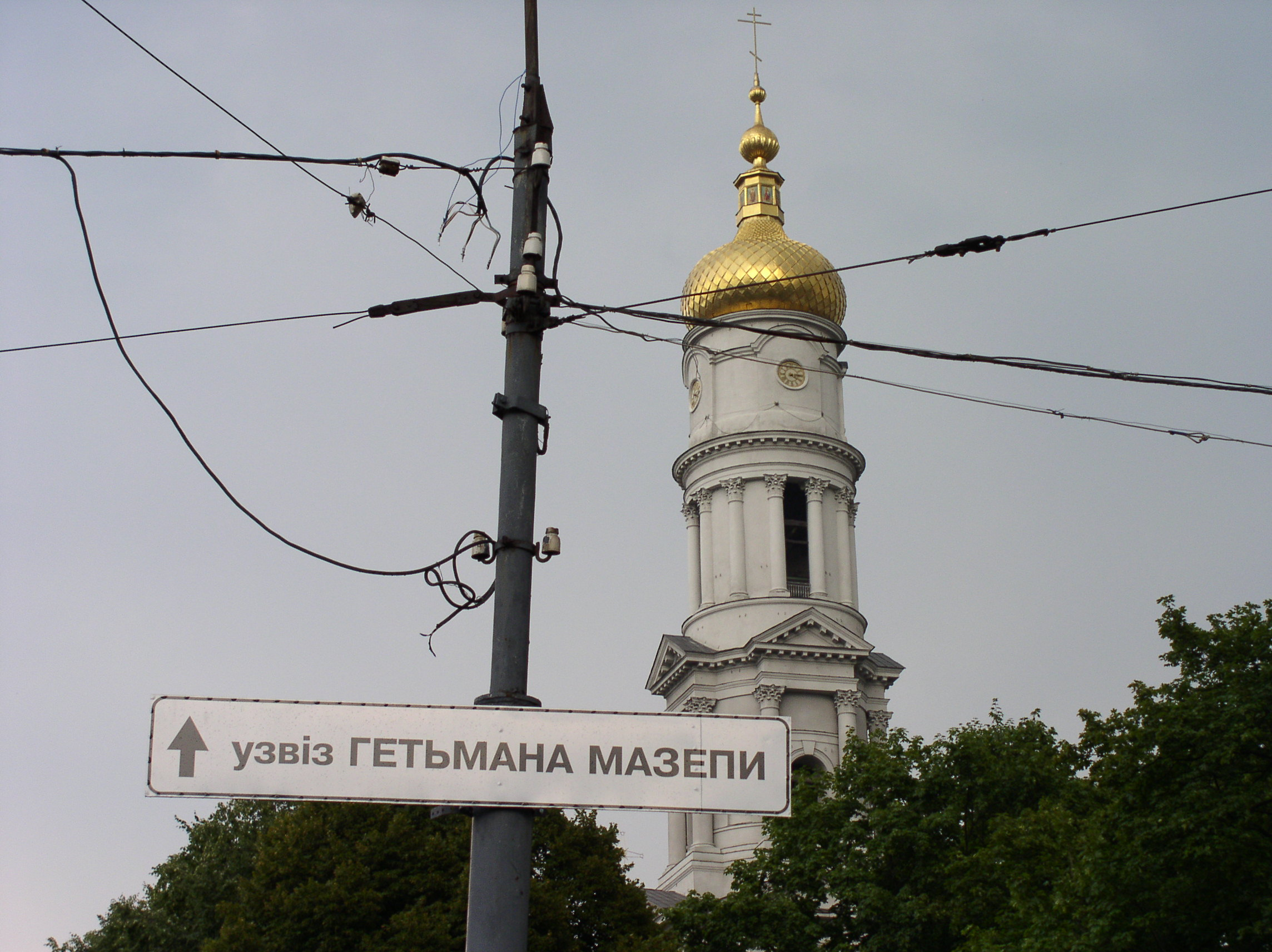
Умовне аперейменування узвозу Халтуріна у «узвіз» гетьмана Мазепи

У 2007 році козаки Харківської міської організації «Козацьке військо імені гетьмана Мазепи», Слобожанського козацького округу, Українського реєстрового козацтва і Союзу козацьких організацій України самостійно встановили дорожній знак «Узвіз гетьмана Мазепи» на початку узвозу Халтуріна. За словами отамана харківської міської організації «Козацьке військо імені гетьмана Мазепи» Валерія Гітіна, метою даного заходу було привернення уваги громадськості та влади Харкова «до особистості державного і духовного діяча України Івана Мазепи, обрання якого гетьманом України на Харківщині заклало основу для незалежності України». Цей знак висів тиждень, а потім вночі був демонтований.

## Зруйновані будівлі
У дореволюційний період узвіз був повністю забудований. За проєктом Івана Колодяжного у 1858 році тут був збудований один з найбільших будинків Харкова того часу — торговий будинок Пащенка-Тряпкіна. Пізніше за проєктом архітектора Д. С. Черненко у цьому будинку збудований перший у Харкові пасаж. Він розташувався на північному боці вулиці між Університетською і Клочківською. Один з входів у пасаж виходив на Університетській вулиці. До іншого, що знаходився на Купецькому узвозі, з Університетської гірки вів пішохідний металевий міст. Належав Пасаж купцю Василю Івановичу Пащенку-Тряпкіну. Надалі, у 1910-ті роки у районі Миколаївської площі розпочалося будівництво «нового Пасажу», а цей отримав назву Старого.
Під час німецько-радянської війни усі будівлі на узвозі були зруйновані. Надалі їх уламки розібрали й на їх місці від Університетської вулиці вниз по схилу до вулиці Клочківської й річки Лопань розбили терасний сквер, який створювався протягом 1951⁣—1952 років архітекторами Георгієм Вегманом, І. Я. Жилкіним, М. С. Луцьким та Ганною Маяк. У сквері розбили квітники, посадили дерева і кущі, проклали доріжки й збудували каскад фонтанів. Пішохідний металевий міст, перекинутий над узвозом, вцілів і його перенесли у Міський сад імені Шевченка, де він був перекинутий через яр перед зоопарком, поруч зі світломузичного фонтану. У 2019 році під час реконструкції саду Шевченка старовинний міст зник.

## Транспорт
У якихось сотнях метрів на північ, у районі майдану Конституції знаходиться пересадний вузол між Холодногірсько-Заводською і Салтівською лініями метро, який складається зі станцій Майдан Конституції, Історичний музей. По Соборному узвозу проходить маршрут тролейбуса № 11.

## Галерея

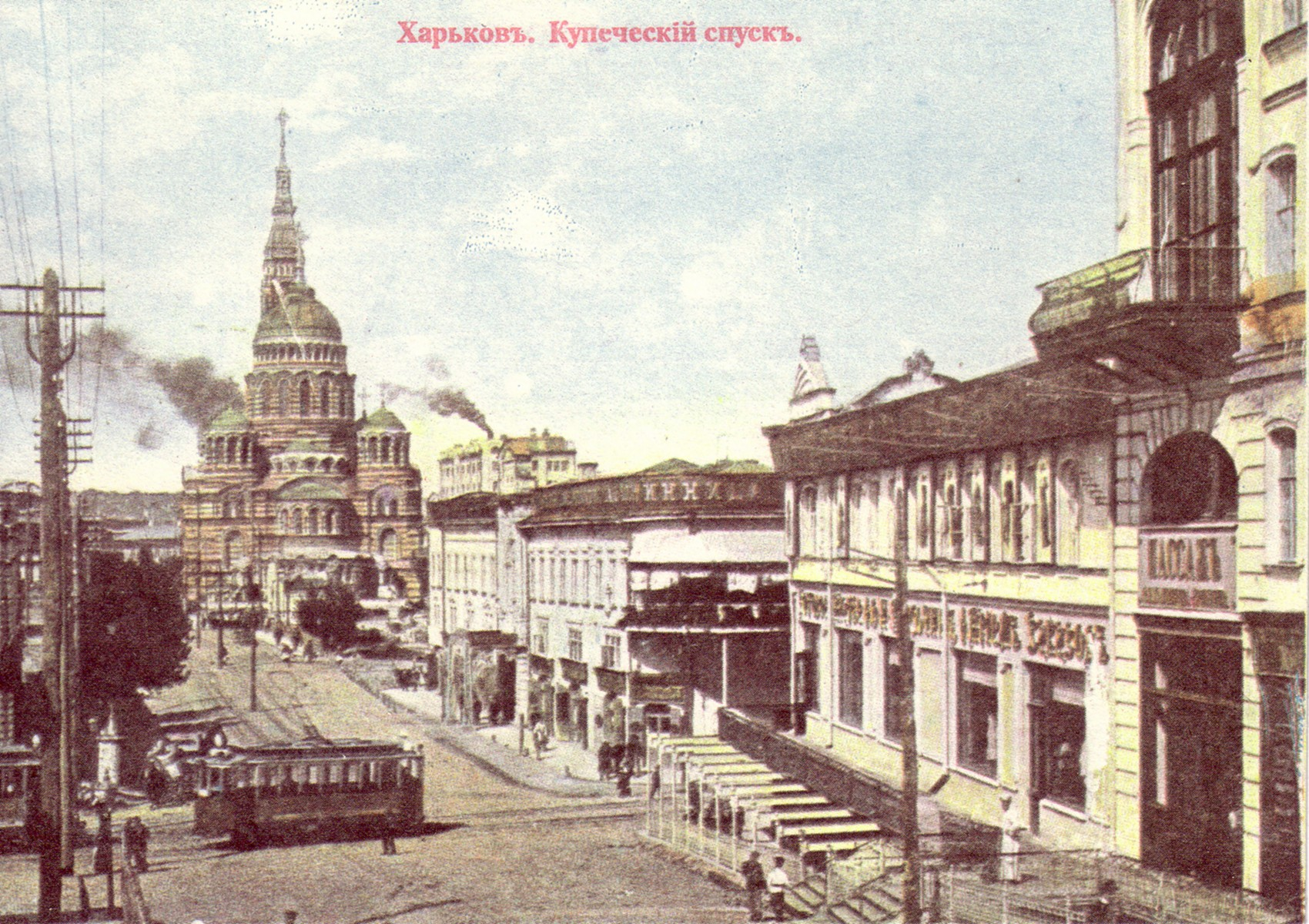
Вид з Купецького узвозу в бік Купецького моста, Благовіщенської площі і Благовіщенського собору. Трамвай їде вулицею Клочківською. Праворуч перед ним знаходиться будівля Старого Пасажу. За Клочківською перед мостом забудовані обидва боки вулиці. Вигляд із містка пасажу
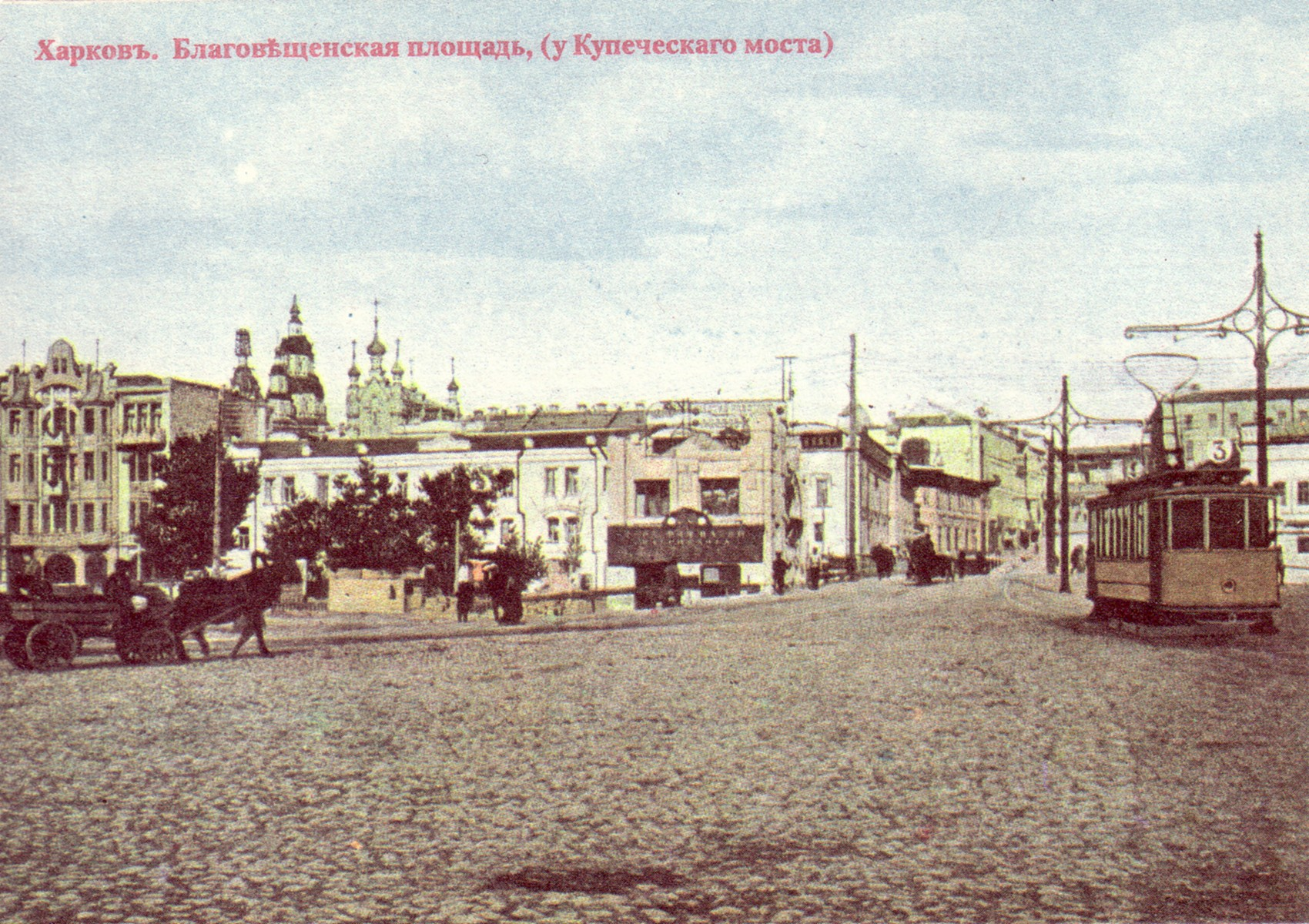
Вид з Благовіщенської площі у бік Університетської гірки на Купецький міст і Купецький узвіз. Ліворуч видно Покровський монастир
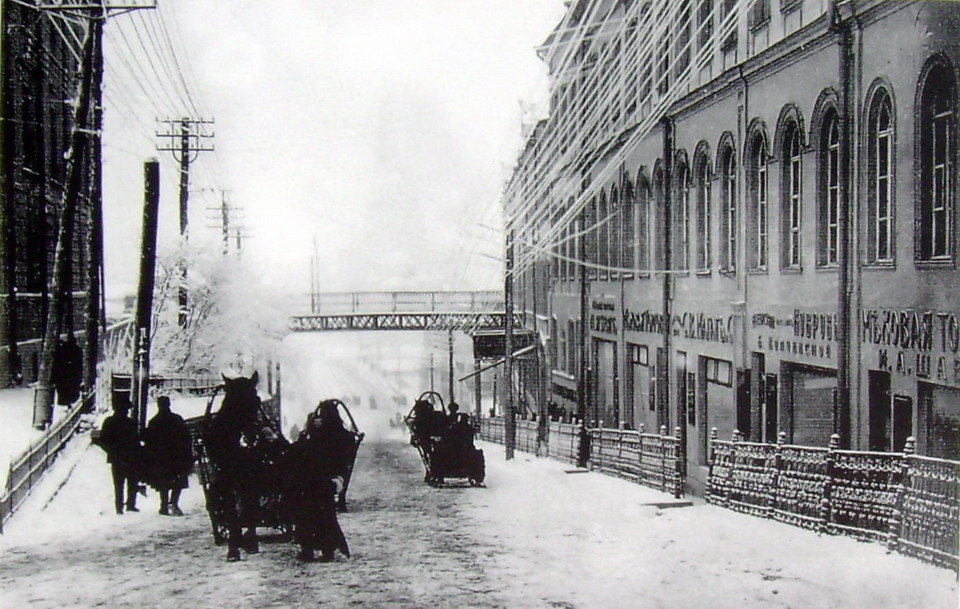
Купецький узвіз. Праворуч — торговий будинок, а в далині — місток
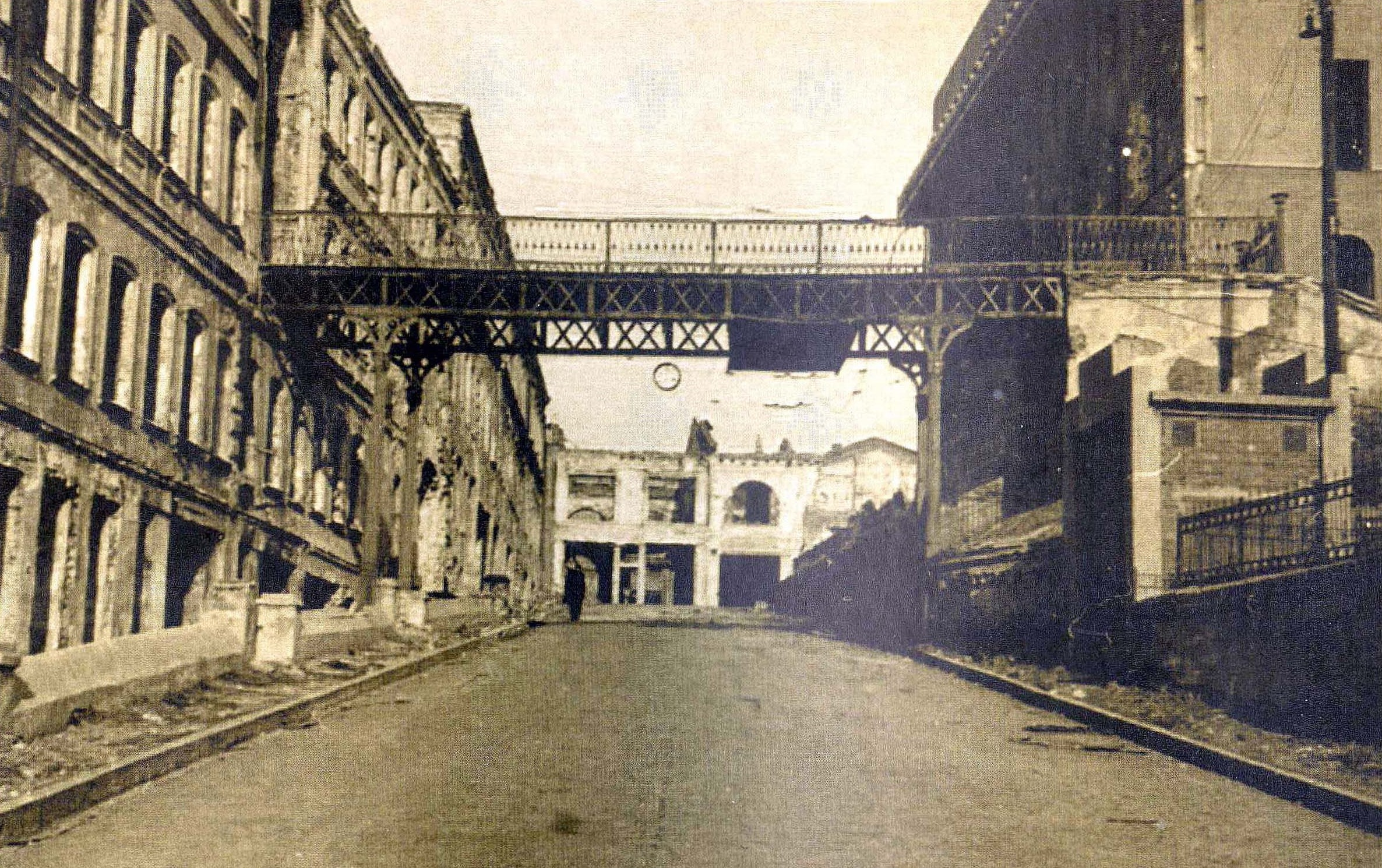
Зруйнований будинок Пащенка-Тряпкіна (ліворуч), місток, будинок Червоної армії (праворуч), Гостиний двір.
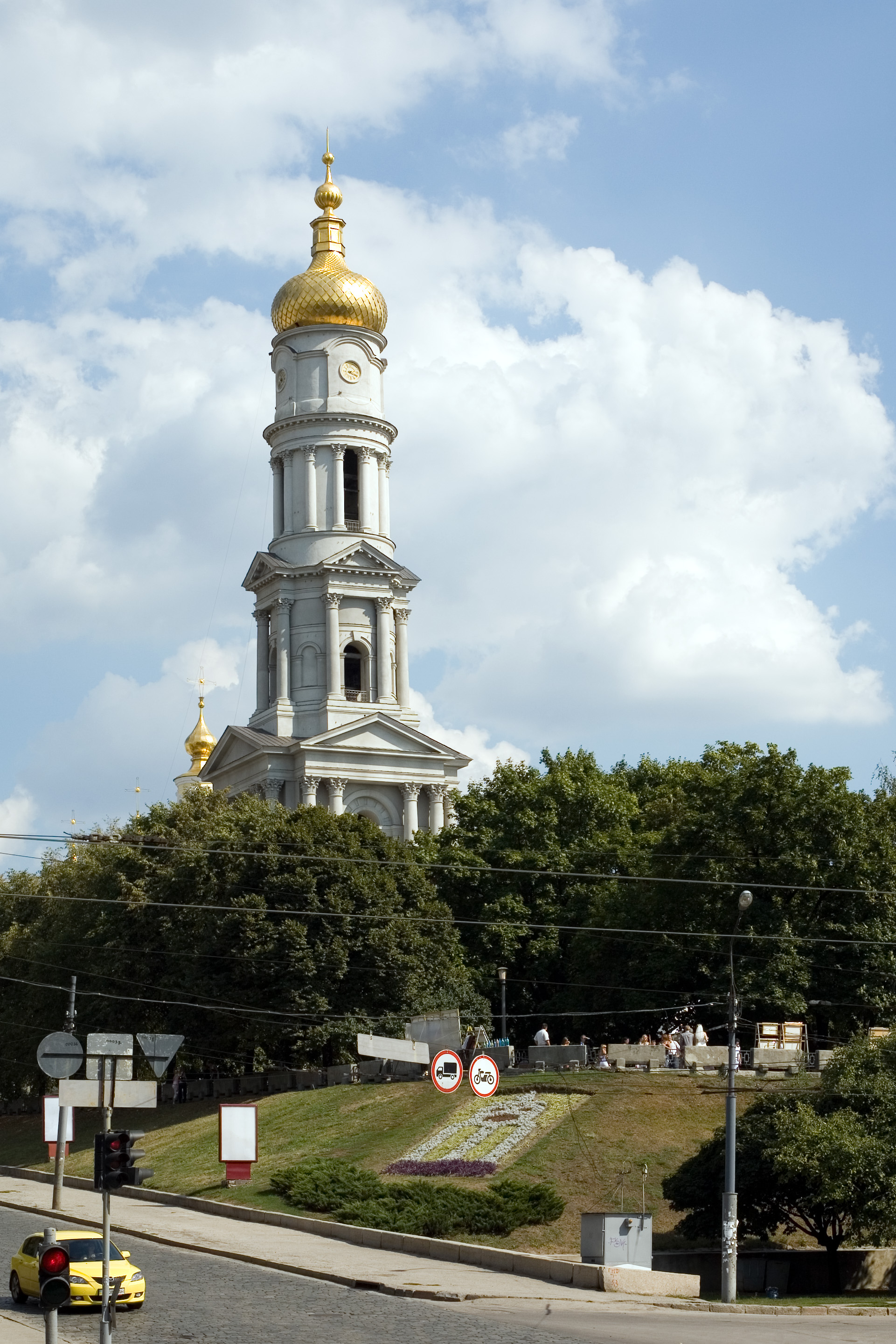
Вигляд на дзвіницю Успенського собору від перехрестя вулиці Клочківської. Видно лівий схил Соборного узвозу